# 2009年果敢軍事衝突
2009年果敢軍事衝突，是2009年8月在緬甸撣邦第一特區果敢發生的一場軍事衝突，交戰一方為忠於果敢彭氏政權的緬甸民族民主同盟軍，另一方為緬甸聯邦政府。自8月8日開始的軍事對峙而引發難民潮，始稱八八事件。兩週後戰爭爆發，最終在緬甸軍政府的優勢軍力之下，瓦解了第一特區的反抗軍隊。
特區主席曾透過媒體向國際求援，但在緬甸與中國控制消息的情況下，戰爭未獲得國際廣泛關注。大部分的新聞來源是由果敢逃至中國邊境的華人轉述以及熟悉緬北情勢的觀察家所估算。

## 背景
果敢為緬甸境內的華人自治區，原是緬甸共產黨執政區域，1989年脫離緬共和緬甸軍人政府和談，彭家聲與仰光政權達成協議各自派遣部隊維持該地區的和平，地區緊張局勢得以緩解。
缅甸共产党虽在1989年后已从组织上被分裂，其两大援助国——中国和越南也先后与缅甸政府恢复外交关系，但缅军当局仍然在缅共问题上对中国和越南心存芥蒂，视缅共各部武装为中越两国在其境内的代理人势力，始终欲伺机除之；与此同时，强硬展现反共立场、打击具有中国和越南背景的前缅共武装亦成为缅甸军政府争取以美国为首的西方国家恢复对其支持的手段。
2008年，緬甸通過新憲法，確保了軍政府能更強有力地推進自己主導的民族和解和民主進程。緬甸政府軍开始向各地方武装施壓，要求他們在2010年緬甸大選前，將自身的武力編入由政府控制的邊境安全部隊，以此避免他們對大選造成影響。作为缅甸全国范围内影响力最大的反政府武装，缅共各部首当其冲。2009年3月，原缅甸人民军五部——佤邦联合军（人民军主力）、克钦新民主军（101军区）、缅甸民族民主同盟军（东北军区一部）、掸邦东部民族民主同盟军（815军区）、北掸邦军（中部军区）同另外三支民族地方武装重组緬甸和平和民主陣線聯盟，佤邦最高领导人鲍有祥出任阵线总司令。6月，佤邦联合军与克钦独立军亦重新恢复了缅共时代的统一战线关系（但因2011年后克钦独立组织领导层再度出现反华反共倾向，开始与其保持一定距离，后因克钦独立军主动缓和与中国的关系而有所回暖）。
4月28日，缅军政府提出整编方案，要求美国政府在必要时支持或默许其对中国边境一线的前缅共各部武装发动攻击。
8月15-16日，美国参议院外交委员会东亚和太平洋事务小组委员会主席吉姆·韋伯访问缅甸，向时任缅甸总理丹瑞大将转达了美国政府已同意缅军政府先前提出的默许其以武力打击缅北地区具有缅共背景的一切武装组织的要求，获得美国支持的缅甸军政府解除了国际关系上的顾虑，决定放手对缅共各部进行武力打击。而作为最早成立的前缅共武装，丁英克钦新民主军和彭家声缅甸民族民主同盟军成为缅军政府的头号打击对象。而由于原人民军东北军区时期的内讧传统、毒品贸易的利益驱使以及彭氏家族统治，缅甸民族民主同盟军自叛离缅共以来，其内部始终派系林立，整体结构较为松散和混乱，无法稳定军心和安定民心，加之彭家声几乎将所有重要领导岗位全部安排给果敢本地派系及自己的亲戚，使原知青志愿兵等外来派系严重不满，且原先缅共的援助国——中国和越南方面对彭家声亦极为不满。缅甸军政府由此决定从彭部入手瓦解缅共各部武装。

## 過程
缅甸军政府曾先后四次就收编问题与彭家声谈判，皆未取得任何共识。与此同时，中国驻缅甸大使馆方面曾多次派出驻缅武官与彭家声交涉杨龙寨兵工厂问题，表示从西藏和新疆的分裂暴恐势力手中查获了杨龙寨兵工厂生产的武器。在遭彭家声断然否认后，中国方面只好将情况通报给缅甸军政府，政府军决意在查抄兵工厂的同时直接收编缅甸民族民主同盟军为边防营，由此引发“8·8”事件。

### 導火線
2009年8月7日清晨，緬甸軍政府所屬的部隊宣稱緝毒，并称受中国方面的委托，要求進入第一特區搜查槍械修理廠进行检查，果敢守軍拒絕了這要求，兩軍形成對峙。随后，经双方高层谈判，在第一特区检察院检察长王国政的陪同下，缅甸国家警察对兵工厂进行了搜查。果敢当地则爆發難民潮，數以萬計的平民向東避入中國，并引发了缅军与周边所有前缅共武装形成对峙的局面。8月9日上午，政府军驻腊戌部队和第一特区方面在中国云南省镇康县外事办的斡旋之下，在老街达成一致意见：第一特区立即向政府军交出杨龙寨军械修理厂，缅政府在30天内完成对该厂的处理。政府军随即接收了兵工厂。 數日後，特區政府發佈消息，稱緬甸政府軍開始撤離果敢，情勢趨於平緩。特區政府出面安撫民心，呼籲百姓返回果敢。
8月22日，緬甸政府發布通緝，言明彭家聲違法開設槍械修理廠，並將果敢政府位居要職的彭家聲、彭家富、彭德仁、彭得禮列為通緝犯。特區政府其他要員如白所成、劉國璽、張德文、明學昌、魏超仁等人建议被政府通缉的彭氏家族成员退居二线，由他们出面与缅甸政府斡旋，遭特區主席彭家聲直接拒绝，宣布将与緬軍直接开战。
23日，特区政府其他要员正式宣布脱离彭家声部，被缅甸政府批准成立果敢临时管理委员会。

### 開戰
27日上午，彭德仁带兵俘获17名缅甸国家警察，彭家声随后下令将警察全部枪杀，导致局势迅速恶化。当日下午，緬軍向彭家聲發起進攻，並以武力控制特區首府老街，砲轟位於昔娥的同盟軍總部。
28日，緬軍相繼佔領果敢重要城鎮老街、清水河，同盟軍退守山區。撣邦先驅新聞社總編輯坤賽以及緬甸事務分析家馬蒂森認為，佤邦聯合軍加入了果敢方，與緬甸政府軍隊作戰。同時，華文媒體也開始報導這場衝突，引起了廣泛地關注，在主要的中國網路論壇皆引起了熱烈的討論，部分帶有中國民族主義的觀點視這場衝突是緬甸對華人自治區的侵犯。相關的文章在兩天後開始被刪除，關於果敢事件的網頁內容被屏蔽。同日，據雲南省紅十字會副會長何永春在接受媒體採訪時證實，一枚炮彈28日從緬甸落入中國境內，造成1人死亡，數人受傷。
29日，果敢領袖彭家聲透過環球時報聲稱在27、28日兩天的作戰中，果敢同盟軍共擊斃30多名政府軍士兵，俘虜50多人。他還表示，政府軍的行動已經給果敢造成了上百億人民幣的損失。

### 同盟軍瓦解
29日，由于缅甸民族民主同盟軍中跟随彭家声的部分只占少数，因而最终不敵緬軍并撤向中國，中國依國際慣例繳收果方的武器並給予難民身份進行安置。缅军随后跨境偷袭了安置难民营和武警帐篷医院，枪杀大部分放弃抵抗的果方散兵、中方勤务兵，另俘获多名女医护兵。缅军由此在1969年被击退40年后重新占领果敢地区，并接管其余的大部分同盟军所部，将其改编为缅甸边防军1006边防营和果敢自治区警察局。伊洛瓦底江雜誌社引述了緬甸軍事分析者 Aung Kyaw Zaw 對這場衝突的推測，估計放棄抵抗退入中國的果敢軍人至少有700人。
30日，局勢趨於平緩，中國政府與緬甸政府經過磋商後，各自發佈了新聞，緬方向中方就中國公民的損失致歉，並公佈傷亡數字，強調戰事不會影響中國在緬甸的輸油工程。緬甸軍政府宣佈戰事結束，已成立新的果敢政府。彭家聲則透過電話否認同盟軍向緬甸政府軍投降。

### 後續
在這場衝突進行的過程中，被緬甸政府宣稱依然持續非法販毒的彭氏家族就隱匿了行蹤，戰事結束後也沒有被逮捕。在果敢權傾數十年的彭氏家族去向不明。
10月24日、12月4日、12月7日，在果敢首府老街發生爆炸案，果敢臨時管理委員會指爆炸案的幕後主使者為前特區主席彭家聲家族。

## 影響
緬甸政府軍與同盟軍連日爆發激戰，大批難民爭相逃出果敢，果敢長年積極招商引資，吸引三萬華僑定居，在戰爭過後幾乎全數撤離果敢。特區政府稱軍事行動造成果敢上百億人民幣的損失。
原第一特區政府的成員在彭氏家族以及隨之退出政府的人士離開之後，改組為第一特區臨時管理委員會，接替了原第一特區政府的角色，其成員中的多數仍由緬共時期的將領所組成。特區政權對外的名稱也由「緬甸撣邦第一特區政府」改為「緬甸撣邦第一特區臨時管理委員會」。原同盟軍副司令白所成在8月25日出任臨時管理委員會主席，表示會服從緬甸軍政府有關果敢的整兵命令。

## 國際反應
- 中华人民共和国：外交部發言人秦剛在8月17日例行的記者會回答記者提問時表示：「果敢問題屬於緬甸內政，緬甸問題要由緬甸政府和人民通過自己的智慧來解決。我們希望緬甸通過自身努力解決存在的問題，實現民族和解，中國政府將採取不干涉別國內政的一貫方針，希望看到一個穩定、民主、發展、和解的緬甸。」[32]。發言人姜瑜28日表示，「中國希望緬甸妥善解決國內有關問題，維護中緬邊境地區穩定。 」[33]中國雲南省出於人道主義設置了7個安置點，為難民提供生活保障品和必要的醫療服務。[34] 因彭家声与中国方面积怨不浅（彭家声除名义上宣布禁毒前向中国境内贩运毒品遭通缉外，还在宣布禁毒后仍向中国境内大量走私军火），从而未能获得中方的任何支持。
- 美国：美國國務院聲明，嚴重關切緬甸軍政府武力攻擊果敢地區少數民族一事，敦促緬甸停止軍事行動[35]。2009年9月8日，受缅甸军政府邀请，美国政府派出代表团前往老街参观，表示支持军政府在果敢地区的军事行动，声称果敢战乱“只是一个刑事案件”。
- 日本：日本政府將向果敢第一特區提供援助款75萬美元，主要用於為果敢第一特區的婦女兒童們購買食品。這筆援助款將用於世界糧食計劃署（WFP）在果敢的援助項目。[36]

## 外部連結
- 緬甸果敢第一特區政府主席致聯合國安全理事會的公開信（页面存档备份，存于）
- 國際在線專題報導 緬甸果敢局勢緊張（页面存档备份，存于）